# Helen Chatterjee
Helen Jane Chatterjee, MBE (* Januar 1973 in Blackpool, Lancashire), manchmal auch als Helen J. Chatterjee zitiert, ist eine britische Biologin und Hochschullehrerin. Seit September 2000 ist sie Professorin für menschliche und ökologische Gesundheit, Genetik, Evolution und Umweltwissenschaften in den Fachbereichen Biowissenschaften und Künste und Wissenschaften des University College London (UCL). Ihr besonderes Interesse gilt den Gibbons. 

## Leben
Chatterjee schrieb sich 1991 an der University of Sheffield ein, wo sie 1994 den B.Sc. in Umweltwissenschaften erwarb. 1996 graduierte sie an derselben Universität zum M.Sc. in Paläoanthropologie. Im selben Jahr wechselte sie für ihr Doktoratsstudium an das University College London, wo sie im Jahr 2000 mit der Dissertation Phylogeny and Biogeography of Gibbons, Genus Hylobates unter der Leitung von Leslie Aiello und Adrian Lister zum Ph.D. promoviert wurde. Anschließend war sie für zehn Jahre Kuratorin am Grant Museum of Zoology und engagiert sich auch weiterhin aktiv für Museen.
Neben ihrer Forschungstätigkeit ist Chatterjee auch in der Lehre tätig, betreut Doktoranden und unterstützt die Umsetzung strategischer Initiativen für Lehre und Forschung. Sie ist Mitglied der Health of the Public Delivery Group und Co-Leiterin der Creative Health Community des UCL. 
Chatterjee ist Mitbegründerin der Culture, Health and Wellbeing Alliance, Beraterin der All Party Parliamentary Group on Arts, Health and Wellbeing und Gründungsmitglied des National Centre for Creative Health.
Helen erforscht die Zusammenhänge zwischen der Gesundheit der Umwelt und der Gesundheit der Menschen und befasst sich mit der Erhaltung der biologischen Vielfalt, kulturellen und natürlichen Werten und dem Nachweis der Auswirkungen der natürlichen und kulturellen Teilhabe auf die Gesundheit. 
In ihrer biologischen Forschung untersucht Chatterjee die Auswirkungen von Umweltveränderungen, insbesondere des Klimawandels und auf die Artenvielfalt. Seit den Studien für ihre Dissertation arbeitet sie an Gibbons, kleinen Menschenaffen aus Südostasien, und ist Mitglied des Exekutivausschusses der Sektion Small Apes der IUCN.
Chatterjees Fokus in der Lehre liegt auf der Einbettung von objektbasiertem Lernen in verschiedene Lehrpläne, wobei sie die umfangreichen Museumssammlungen des UCL nutzt. 
Chatterjee hat vier Bücher geschrieben und herausgegeben: Touch in Museums: Policy and Practice in Object Handling (Berg Publications, 2008), Museums, Health and Well-being (Routledge, 2013), Engaging the Senses: Object-Based Learning in Higher Education (Routledge, 2015), Object-Based Learning and Well-being: Exploring Material Connections (Taylor & Francis, 2020) sowie über 80 Forschungsartikel, Abhandlungen und Buchkapitel.
Chatterjee erhielt für ihre Forschung zahlreiche Preise, darunter eine besondere Auszeichnung von Public Health England für nachhaltige Entwicklung und im Jahr 2018 den AHRC-Wellcome Health Humanities Medal and Leadership Award.
Im September 2015 wurde Chatterjee der Verdienstorden Member of the Order of the British Empire für ihre Verdienste um die Hochschulbildung und Kultur verliehen.
2018 gehörte Chatterjee neben Samuel T. Turvey zum Erstbeschreiberteam der subfossilen Gibbonart Junzi imperialis, die im Holozän ausgestorben ist.